# Quyền Anh tại Đại hội Thể thao Đông Nam Á 2013
Quyền Anh tại Đại hội Thể thao Đông Nam Á năm 2013 là một trong những môn thi đấu chính thức tại SEA Games lần thứ 27, được tổ chức tại thành phố Naypyidaw, Myanmar, từ ngày 8 đến ngày 14 tháng 12 năm 2013. Các trận đấu diễn ra tại Wunna Theikdi Indoor Stadium, một địa điểm thể thao hiện đại nằm trong khu liên hợp thể thao quốc gia của nước chủ nhà.
Giải đấu bao gồm 14 hạng cân, với 8 hạng cân dành cho nam và 6 hạng cân dành cho nữ. Đoàn Thái Lan tiếp tục thể hiện vị thế cường quốc quyền Anh trong khu vực khi giành được 7 huy chương vàng, nhất toàn đoàn.

## Bảng huy chương
| Hạng               | Đoàn               | Vàng | Bạc | Đồng | Tổng số |
| ------------------ | ------------------ | ---- | --- | ---- | ------- |
| 1                  | Thái Lan           | 7    | 2   | 1    | 10      |
| 2                  | Philippines        | 3    | 4   | 3    | 10      |
| 3                  | Myanmar            | 2    | 2   | 2    | 6       |
| 4                  | Việt Nam           | 2    | 1   | 5    | 8       |
| 5                  | Indonesia          | 0    | 4   | 4    | 8       |
| 6                  | Malaysia           | 0    | 1   | 3    | 4       |
| 7                  | Lào                | 0    | 0   | 4    | 4       |
| 8                  | Singapore          | 0    | 0   | 2    | 2       |
| 9                  | Đông Timor         | 0    | 0   | 1    | 1       |
| Tổng số (9 đơn vị) | Tổng số (9 đơn vị) | 14   | 14  | 25   | 53      |

## Tóm tắt kết quả

### Nam
| Hạng cân | Vàng                               | Bạc                              | Đồng                                |
| -------- | ---------------------------------- | -------------------------------- | ----------------------------------- |
| 46–49 kg | Mark Anthony Barriga · Philippines | Konelis Kwangu Langu · Indonesia | Mohd Fuan Mohd Reuvan · Malaysia    |
| 46–49 kg | Mark Anthony Barriga · Philippines | Konelis Kwangu Langu · Indonesia | Bounpone Lasavanesy · Lào           |
| 52 kg    | Chatchai Butdee · Thái Lan         | Mg Nge · Myanmar                 | Trần Phú Cường · Việt Nam           |
| 52 kg    | Chatchai Butdee · Thái Lan         | Mg Nge · Myanmar                 | Rey Saludar · Philippines           |
| 56 kg    | Mario Fernandez · Philippines      | Donchai Thathi · Thái Lan        | Trần Quốc Việt · Việt Nam           |
| 56 kg    | Mario Fernandez · Philippines      | Donchai Thathi · Thái Lan        | Muhammad Solihin Nordin · Singapore |
| 60 kg    | Sailom Adi · Thái Lan              | Junel Cantancio · Philippines    | Nguyễn Văn Hải · Việt Nam           |
| 60 kg    | Sailom Adi · Thái Lan              | Junel Cantancio · Philippines    | Muhammad Ridhwan Ahmad · Singapore  |
| 64 kg    | Wuttichai Masuk · Thái Lan         | Dennis Galvan · Philippines      | Khir Azmi · Malaysia                |
| 64 kg    | Wuttichai Masuk · Thái Lan         | Dennis Galvan · Philippines      | Ericok Amanopunyo · Indonesia       |
| 69 kg    | Apichet Saenset · Thái Lan         | Ramkumar Govindasyui · Malaysia  | Koes Diyono · Indonesia             |
| 69 kg    | Apichet Saenset · Thái Lan         | Ramkumar Govindasyui · Malaysia  | Elio Jenoveva Edito · Đông Timor    |
| 75 kg    | Wailin Aung · Myanmar              | Wilfredo Lopez · Philippines     | Trương Đình Hoàng · Việt Nam        |
| 75 kg    | Wailin Aung · Myanmar              | Wilfredo Lopez · Philippines     | Alex Tatontos · Indonesia           |
| 81 kg    | Anavat Thongrathok · Thái Lan      | Kristianus · Indonesia           | Azman Mansor · Malaysia             |
| 81 kg    | Anavat Thongrathok · Thái Lan      | Kristianus · Indonesia           | Lương Văn Toàn · Việt Nam           |

### Nữ
| Hạng cân | Vàng                         | Bạc                            | Đồng                           |
| -------- | ---------------------------- | ------------------------------ | ------------------------------ |
| 45–48 kg | Josie Gabuco · Philippines   | Beatrix Suguro · Indonesia     | Sonrka Chanthavonrsa · Lào     |
| 45–48 kg | Josie Gabuco · Philippines   | Beatrix Suguro · Indonesia     | Thet Hter San · Myanmar        |
| 51 kg    | Sopida Satumrum · Thái Lan   | Nguyễn Thị Yến · Việt Nam      | Maricris Igram · Philippines   |
| 51 kg    | Sopida Satumrum · Thái Lan   | Nguyễn Thị Yến · Việt Nam      | Meovady Hongfa · Lào           |
| 54 kg    | Peamwilai Laopeam · Thái Lan | Ester Kalayuk · Indonesia      | Irish Magno · Philippines      |
| 54 kg    | Peamwilai Laopeam · Thái Lan | Ester Kalayuk · Indonesia      | Vilaphone Tawan · Lào          |
| 57 kg    | Nwe Ni Oo · Myanmar          | Nesthy Petecio · Philippines   | Imaculata Loda · Indonesia     |
| 57 kg    | Nwe Ni Oo · Myanmar          | Nesthy Petecio · Philippines   | Tassamalee Thongjan · Thái Lan |
| 60 kg    | Liễu Thị Duyên · Việt Nam    | Sudaporan Seesondee · Thái Lan | Khine Khin Oo · Myanmar        |
| 64 kg    | Hà Thị Linh · Việt Nam       | Kyu Kyu Hlaing · Myanmar       |                                |

## Kết quả chi tiết

### Nam

#### 46-49 kg
|  | Tứ kết 10 tháng 12          | Tứ kết 10 tháng 12          | Tứ kết 10 tháng 12 |  |  | Bán kết 13 tháng 12         | Bán kết 13 tháng 12         | Bán kết 13 tháng 12        |                            |   | Chung kết 14 tháng 12      | Chung kết 14 tháng 12      | Chung kết 14 tháng 12 |  |
|  |                             |                             |                    |  |  |                             |                             |                            |                            |   |                            |                            |                       |  |
|  | Mohd Fuad Mohd Reuvan (MAS) | Mohd Fuad Mohd Reuvan (MAS) | 3                  |  |  |                             |                             |                            |                            |   |                            |                            |                       |  |
|  | Ddabilio C.Suva (TLS)       | Ddabilio C.Suva (TLS)       | 0                  |  |  | Mohd Fuad Mohd Reuvan (MAS) | Mohd Fuad Mohd Reuvan (MAS) | 1                          |                            |   |                            |                            |                       |  |
|  | Mark Anthony Barriga (PHI)  | Mark Anthony Barriga (PHI)  | 2                  |  |  | Mark Anthony Barriga (PHI)  | Mark Anthony Barriga (PHI)  | 2                          |                            |   |                            |                            |                       |  |
|  | Huỳnh Ngọc Tấn (VIE)        | Huỳnh Ngọc Tấn (VIE)        | 1                  |  |  |                             |                             |                            |                            |   | Mark Anthony Barriga (PHI) | Mark Anthony Barriga (PHI) | 3                     |  |
|  | Bounpone Lasavonesy (LAO)   | Bounpone Lasavonesy (LAO)   | 2                  |  |  |                             |                             | Konelis Kwangu Langu (INA) | Konelis Kwangu Langu (INA) | 0 |                            |                            |                       |  |
|  | Nat Seiknin (CAM)           | Nat Seiknin (CAM)           | 1                  |  |  | Bounpone Lasavonesy (LAO)   | Bounpone Lasavonesy (LAO)   | 0                          |                            |   |                            |                            |                       |  |
|  | Konelis Kwangu Langu (INA)  | Konelis Kwangu Langu (INA)  | 3                  |  |  | Konelis Kwangu Langu (INA)  | Konelis Kwangu Langu (INA)  | 3                          |                            |   |                            |                            |                       |  |
|  | Lin Htut Paing (MYA)        | Lin Htut Paing (MYA)        | 0                  |  |  |                             |                             |                            |                            |   |                            |                            |                       |  |

#### 52 kg
|  | Tứ kết 08 tháng 12     | Tứ kết 08 tháng 12     | Tứ kết 08 tháng 12 |  |  | Bán kết 13 tháng 12   | Bán kết 13 tháng 12   | Bán kết 13 tháng 12   |                       |   | Chung kết 14 tháng 12 | Chung kết 14 tháng 12 | Chung kết 14 tháng 12 |  |
|  |                        |                        |                    |  |  |                       |                       |                       |                       |   |                       |                       |                       |  |
|  |                        |                        |                    |  |  | Rey Saludar (PHI)     | Rey Saludar (PHI)     | 0                     |                       |   |                       |                       |                       |  |
|  | Julio Bria (INA)       | Julio Bria (INA)       | 1                  |  |  | Mg Nge (MYA)          | Mg Nge (MYA)          | 3                     |                       |   |                       |                       |                       |  |
|  | Mg Nge (MYA)           | Mg Nge (MYA)           | 2                  |  |  |                       |                       |                       |                       |   | Mg Nge (MYA)          | Mg Nge (MYA)          | 0                     |  |
|  | Hanandeen Hamid (SIN)  | Hanandeen Hamid (SIN)  | 0                  |  |  |                       |                       | Chatchai Butdee (THA) | Chatchai Butdee (THA) | 3 |                       |                       |                       |  |
|  | Chatchai Butdee (THA)  | Chatchai Butdee (THA)  | 3                  |  |  | Chatchai Butdee (THA) | Chatchai Butdee (THA) | 3                     |                       |   |                       |                       |                       |  |
|  | Trần Phú Cường (VIE)   | Trần Phú Cường (VIE)   | 2                  |  |  | Trần Phú Cường (VIE)  | Trần Phú Cường (VIE)  | 0                     |                       |   |                       |                       |                       |  |
|  | Hatsnai Phoilavy (LAO) | Hatsnai Phoilavy (LAO) | 1                  |  |  |                       |                       |                       |                       |   |                       |                       |                       |  |

#### 56 kg
|  | Tứ kết 08 tháng 12        | Tứ kết 08 tháng 12        | Tứ kết 08 tháng 12 |  |  | Bán kết 13 tháng 12           | Bán kết 13 tháng 12   | Bán kết 13 tháng 12  |                      |   | Chung kết 14 tháng 12 | Chung kết 14 tháng 12 | Chung kết 14 tháng 12 |  |
|  |                           |                           |                    |  |  |                               |                       |                      |                      |   |                       |                       |                       |  |
|  |                           |                           |                    |  |  | Mario Fernandez (PHI)         | Mario Fernandez (PHI) | 3                    |                      |   |                       |                       |                       |  |
|  | Trần Quốc Việt (VIE)      | Trần Quốc Việt (VIE)      | 3                  |  |  | Trần Quốc Việt (VIE)          | Trần Quốc Việt (VIE)  | 0                    |                      |   |                       |                       |                       |  |
|  | Thongbang Seuaphorn (LAO) | Thongbang Seuaphorn (LAO) | 0                  |  |  |                               |                       |                      |                      |   | Mario Fernandez (PHI) | Mario Fernandez (PHI) | 3                     |  |
|  | Lamda Long (CAM)          | Lamda Long (CAM)          | 0                  |  |  |                               |                       | Donchai Thathi (THA) | Donchai Thathi (THA) | 0 |                       |                       |                       |  |
|  | Donchai Thathi (THA)      | Donchai Thathi (THA)      | 3                  |  |  | Donchai Thathi (THA)          | Donchai Thathi (THA)  | TKO                  |                      |   |                       |                       |                       |  |
|  |                           |                           |                    |  |  | Muhammad Solihin Nordin (SIN) |                       |                      |                      |   |                       |                       |                       |  |

#### 60 kg
|  | Tứ kết 10 tháng 12          | Tứ kết 10 tháng 12          | Tứ kết 10 tháng 12 |  |  | Bán kết 13 tháng 12         | Bán kết 13 tháng 12         | Bán kết 13 tháng 12 |                    |   | Chung kết 14 tháng 12 | Chung kết 14 tháng 12 | Chung kết 14 tháng 12 |  |
|  |                             |                             |                    |  |  |                             |                             |                     |                    |   |                       |                       |                       |  |
|  | Keochi Xayyasane (LAO)      | Keochi Xayyasane (LAO)      | 0                  |  |  |                             |                             |                     |                    |   |                       |                       |                       |  |
|  | Junel Cantancio (PHI)       | Junel Cantancio (PHI)       | 3                  |  |  | Junel Cantancio (PHI)       | Junel Cantancio (PHI)       | 3                   |                    |   |                       |                       |                       |  |
|  | Kyaw Kyaw Htet (MYA)        | Kyaw Kyaw Htet (MYA)        | 0                  |  |  | Muhamad Ridhwan Ahmad (SIN) | Muhamad Ridhwan Ahmad (SIN) | 0                   |                    |   |                       |                       |                       |  |
|  | Muhamad Ridhwan Ahmad (SIN) | Muhamad Ridhwan Ahmad (SIN) | 3                  |  |  |                             |                             |                     |                    |   | Junel Cantancio (PHI) | Junel Cantancio (PHI) | 1                     |  |
|  | Nguyễn Văn Hải (VIE)        | Nguyễn Văn Hải (VIE)        | 3                  |  |  |                             |                             | Sayiom Ardee (THA)  | Sayiom Ardee (THA) | 2 |                       |                       |                       |  |
|  | Sophorn Phal (CAM)          | Sophorn Phal (CAM)          | 0                  |  |  | Nguyễn Văn Hải (VIE)        | Nguyễn Văn Hải (VIE)        | 1                   |                    |   |                       |                       |                       |  |
|  | Sayiom Ardee (THA)          | Sayiom Ardee (THA)          | 3                  |  |  | Sayiom Ardee (THA)          | Sayiom Ardee (THA)          | 2                   |                    |   |                       |                       |                       |  |
|  | Alnasrul Osman (MAS)        | Alnasrul Osman (MAS)        | 0                  |  |  |                             |                             |                     |                    |   |                       |                       |                       |  |

#### 64 kg
|  | Tứ kết 08 tháng 12      | Tứ kết 08 tháng 12      | Tứ kết 08 tháng 12 |  |  | Bán kết 13 tháng 12     | Bán kết 13 tháng 12     | Bán kết 13 tháng 12 |                     |   | Chung kết 14 tháng 12 | Chung kết 14 tháng 12 | Chung kết 14 tháng 12 |  |
|  |                         |                         |                    |  |  |                         |                         |                     |                     |   |                       |                       |                       |  |
|  | Udone Khanxay (LAO)     | Udone Khanxay (LAO)     | 0                  |  |  |                         |                         |                     |                     |   |                       |                       |                       |  |
|  | Khir Azmi (MAS)         | Khir Azmi (MAS)         | 3                  |  |  | Khir Azmi (MAS)         | Khir Azmi (MAS)         | 0                   |                     |   |                       |                       |                       |  |
|  | Ye Naing (MYA)          | Ye Naing (MYA)          | 0                  |  |  | Wuttichai Masuk (THA)   | Wuttichai Masuk (THA)   | 3                   |                     |   |                       |                       |                       |  |
|  | Wuttichai Masuk (THA)   | Wuttichai Masuk (THA)   | 3                  |  |  |                         |                         |                     |                     |   | Wuttichai Masuk (THA) | Wuttichai Masuk (THA) | 3                     |  |
|  | Jun Hao Leong (SIN)     | Jun Hao Leong (SIN)     | 1                  |  |  |                         |                         | Dennis Galvan (PHI) | Dennis Galvan (PHI) | 0 |                       |                       |                       |  |
|  | Ericok Amanopunyo (INA) | Ericok Amanopunyo (INA) | 2                  |  |  | Ericok Amanopunyo (INA) | Ericok Amanopunyo (INA) | 1                   |                     |   |                       |                       |                       |  |
|  | Ratha Svay (CAM)        | Ratha Svay (CAM)        | 0                  |  |  | Dennis Galvan (PHI)     | Dennis Galvan (PHI)     | 2                   |                     |   |                       |                       |                       |  |
|  | Dennis Galvan (PHI)     | Dennis Galvan (PHI)     | 3                  |  |  |                         |                         |                     |                     |   |                       |                       |                       |  |

#### 69 kg
|  | Tứ kết 08 tháng 12    | Tứ kết 08 tháng 12    | Tứ kết 08 tháng 12 |  |  | Bán kết 13 tháng 12        | Bán kết 13 tháng 12        | Bán kết 13 tháng 12        |  |  | Chung kết 14 tháng 12 | Chung kết 14 tháng 12 | Chung kết 14 tháng 12 |  |
|  |                       |                       |                    |  |  |                            |                            |                            |  |  |                       |                       |                       |  |
|  |                       |                       |                    |  |  | Koes Diyono (INA)          |                            |                            |  |  |                       |                       |                       |  |
|  | Pisey Srun (CAM)      | Pisey Srun (CAM)      |                    |  |  | Apichet Saenset (THA)      | Apichet Saenset (THA)      | TKO                        |  |  |                       |                       |                       |  |
|  | Apichet Saenset (THA) | Apichet Saenset (THA) | TKO                |  |  |                            |                            |                            |  |  | Apichet Saenset (THA) | Apichet Saenset (THA) | TKO                   |  |
|  |                       |                       |                    |  |  |                            |                            | Ramkumar Govindasyui (MAS) |  |  |                       |                       |                       |  |
|  |                       |                       |                    |  |  | Ramkumar Govindasyui (MAS) | Ramkumar Govindasyui (MAS) | TKO                        |  |  |                       |                       |                       |  |
|  |                       |                       |                    |  |  | Elio Jenoveva Edito (TLS)  |                            |                            |  |  |                       |                       |                       |  |

#### 75 kg
|  | Tứ kết 10 tháng 12      | Tứ kết 10 tháng 12      | Tứ kết 10 tháng 12 |  |  | Bán kết 13 tháng 12     | Bán kết 13 tháng 12     | Bán kết 13 tháng 12  |  |  | Chung kết 14 tháng 12 | Chung kết 14 tháng 12 | Chung kết 14 tháng 12 |  |
|  |                         |                         |                    |  |  |                         |                         |                      |  |  |                       |                       |                       |  |
|  |                         |                         |                    |  |  | Wailin Aung (MYA)       | Wailin Aung (MYA)       | 3                    |  |  |                       |                       |                       |  |
|  | Trường Đình Hoàng (VIE) | Trường Đình Hoàng (VIE) | 2                  |  |  | Trường Đình Hoàng (VIE) | Trường Đình Hoàng (VIE) | 0                    |  |  |                       |                       |                       |  |
|  | Rudy Petrus (MAS)       | Rudy Petrus (MAS)       | 1                  |  |  |                         |                         |                      |  |  | Wailin Aung (MYA)     | Wailin Aung (MYA)     | TKO                   |  |
|  |                         |                         |                    |  |  |                         |                         | Wilfredo Lopez (PHI) |  |  |                       |                       |                       |  |
|  |                         |                         |                    |  |  | Alex Tatontos (INA)     | Alex Tatontos (INA)     | 1                    |  |  |                       |                       |                       |  |
|  |                         |                         |                    |  |  | Wilfredo Lopez (PHI)    | Wilfredo Lopez (PHI)    | 2                    |  |  |                       |                       |                       |  |

#### 81 kg
|  | Tứ kết 10 tháng 12       | Tứ kết 10 tháng 12       | Tứ kết 10 tháng 12 |  |  | Bán kết 13 tháng 12      | Bán kết 13 tháng 12      | Bán kết 13 tháng 12      |                          |   | Chung kết 14 tháng 12 | Chung kết 14 tháng 12 | Chung kết 14 tháng 12 |  |
|  |                          |                          |                    |  |  |                          |                          |                          |                          |   |                       |                       |                       |  |
|  |                          |                          |                    |  |  | Kristianus (INA)         | Kristianus (INA)         | 2                        |                          |   |                       |                       |                       |  |
|  | Lương Văn Toàn (VIE)     | Lương Văn Toàn (VIE)     | 3                  |  |  | Lương Văn Toàn (VIE)     | Lương Văn Toàn (VIE)     | 1                        |                          |   |                       |                       |                       |  |
|  | Chhoung Sokleng (CAM)    | Chhoung Sokleng (CAM)    | 0                  |  |  |                          |                          |                          |                          |   | Kristianus (INA)      | Kristianus (INA)      | 1                     |  |
|  | Zakaria Ismail (SIN)     | Zakaria Ismail (SIN)     | 0                  |  |  |                          |                          | Anavat Thongrathok (THA) | Anavat Thongrathok (THA) | 2 |                       |                       |                       |  |
|  | Azman Mansor (MAS)       | Azman Mansor (MAS)       | 3                  |  |  | Azman Mansor (MAS)       | Azman Mansor (MAS)       | 0                        |                          |   |                       |                       |                       |  |
|  | Aung Ko Ko (MYA)         | Aung Ko Ko (MYA)         | 1                  |  |  | Anavat Thongrathok (THA) | Anavat Thongrathok (THA) | 3                        |                          |   |                       |                       |                       |  |
|  | Anavat Thongrathok (THA) | Anavat Thongrathok (THA) | 2                  |  |  |                          |                          |                          |                          |   |                       |                       |                       |  |

### Nữ

#### 45-48 kg
|  | Tứ kết | Tứ kết | Tứ kết |  |  | Bán kết 12 tháng 12        | Bán kết 12 tháng 12        | Bán kết 12 tháng 12  |                      |   | Chung kết 14 tháng 12 | Chung kết 14 tháng 12 | Chung kết 14 tháng 12 |  |
|  |        |        |        |  |  |                            |                            |                      |                      |   |                       |                       |                       |  |
|  |        |        |        |  |  | Sonrka Chanthavonrsa (LAO) | Sonrka Chanthavonrsa (LAO) | 0                    |                      |   |                       |                       |                       |  |
|  |        |        |        |  |  | Josie Gabuco (PHI)         | Josie Gabuco (PHI)         | 3                    |                      |   |                       |                       |                       |  |
|  |        |        |        |  |  |                            |                            |                      |                      |   | Josie Gabuco (PHI)    | Josie Gabuco (PHI)    | 2                     |  |
|  |        |        |        |  |  |                            |                            | Beatrix Suguro (INA) | Beatrix Suguro (INA) | 0 |                       |                       |                       |  |
|  |        |        |        |  |  | Thet Hter San (MYA)        | Thet Hter San (MYA)        | 1                    |                      |   |                       |                       |                       |  |
|  |        |        |        |  |  | Beatrix Suguro (INA)       | Beatrix Suguro (INA)       | 2                    |                      |   |                       |                       |                       |  |

#### 51 kg
|  | Tứ kết 09 tháng 12   | Tứ kết 09 tháng 12   | Tứ kết 09 tháng 12 |  |  | Bán kết 12 tháng 12   | Bán kết 12 tháng 12   | Bán kết 12 tháng 12   |                       |   | Chung kết 14 tháng 12 | Chung kết 14 tháng 12 | Chung kết 14 tháng 12 |  |
|  |                      |                      |                    |  |  |                       |                       |                       |                       |   |                       |                       |                       |  |
|  |                      |                      |                    |  |  | Meovady Hongfa (LAO)  | Meovady Hongfa (LAO)  | 0                     |                       |   |                       |                       |                       |  |
|  | Nguyễn Thị Yến (VIE) | Nguyễn Thị Yến (VIE) | 3                  |  |  | Nguyễn Thị Yến (VIE)  | Nguyễn Thị Yến (VIE)  | 3                     |                       |   |                       |                       |                       |  |
|  | Warni Halawa (INA)   | Warni Halawa (INA)   | 0                  |  |  |                       |                       |                       |                       |   | Nguyễn Thị Yến (VIE)  | Nguyễn Thị Yến (VIE)  | 1                     |  |
|  |                      |                      |                    |  |  |                       |                       | Sopida Satumrum (THA) | Sopida Satumrum (THA) | 2 |                       |                       |                       |  |
|  |                      |                      |                    |  |  | Sopida Satumrum (THA) | Sopida Satumrum (THA) | 3                     |                       |   |                       |                       |                       |  |
|  |                      |                      |                    |  |  | Maricris Igam (PHI)   | Maricris Igam (PHI)   | 0                     |                       |   |                       |                       |                       |  |

#### 54 kg
|  | Tứ kết 09 tháng 12      | Tứ kết 09 tháng 12      | Tứ kết 09 tháng 12 |  |  | Bán kết 12 tháng 12     | Bán kết 12 tháng 12     | Bán kết 12 tháng 12  |                      |   | Chung kết 14 tháng 12   | Chung kết 14 tháng 12   | Chung kết 14 tháng 12 |  |
|  |                         |                         |                    |  |  |                         |                         |                      |                      |   |                         |                         |                       |  |
|  |                         |                         |                    |  |  | Irish Magno (PHI)       | Irish Magno (PHI)       | 0                    |                      |   |                         |                         |                       |  |
|  | Lê Thị Bằng (VIE)       | Lê Thị Bằng (VIE)       | 1                  |  |  | Peamwilai Laopeam (THA) | Peamwilai Laopeam (THA) | 2                    |                      |   |                         |                         |                       |  |
|  | Peamwilai Laopeam (THA) | Peamwilai Laopeam (THA) | 2                  |  |  |                         |                         |                      |                      |   | Peamwilai Laopeam (THA) | Peamwilai Laopeam (THA) | 3                     |  |
|  |                         |                         |                    |  |  |                         |                         | Ester Kalayukw (INA) | Ester Kalayukw (INA) | 0 |                         |                         |                       |  |
|  |                         |                         |                    |  |  | Ester Kalayukw (INA)    | Ester Kalayukw (INA)    | 3                    |                      |   |                         |                         |                       |  |
|  |                         |                         |                    |  |  | Vilaphone Tawan (LAO)   | Vilaphone Tawan (LAO)   | 0                    |                      |   |                         |                         |                       |  |

#### 57 kg
|  | Tứ kết | Tứ kết | Tứ kết |  |  | Bán kết 12 tháng 12       | Bán kết 12 tháng 12       | Bán kết 12 tháng 12  |                      |   | Chung kết 14 tháng 12 | Chung kết 14 tháng 12 | Chung kết 14 tháng 12 |  |
|  |        |        |        |  |  |                           |                           |                      |                      |   |                       |                       |                       |  |
|  |        |        |        |  |  | Nwe Ni Oo (MYA)           | Nwe Ni Oo (MYA)           | 3                    |                      |   |                       |                       |                       |  |
|  |        |        |        |  |  | Imacular Loda (INA)       | Imacular Loda (INA)       | 0                    |                      |   |                       |                       |                       |  |
|  |        |        |        |  |  |                           |                           |                      |                      |   | Nwe Ni Oo (MYA)       | Nwe Ni Oo (MYA)       | 2                     |  |
|  |        |        |        |  |  |                           |                           | Nesthy Petecio (PHI) | Nesthy Petecio (PHI) | 0 |                       |                       |                       |  |
|  |        |        |        |  |  | Nesthy Petecio (PHI)      | Nesthy Petecio (PHI)      | 3                    |                      |   |                       |                       |                       |  |
|  |        |        |        |  |  | Tassamalee Thongjan (THA) | Tassamalee Thongjan (THA) | 0                    |                      |   |                       |                       |                       |  |

#### 60 kg
|  | Tứ kết | Tứ kết | Tứ kết |  |  | Bán kết 12 tháng 12       | Bán kết 12 tháng 12       | Bán kết 12 tháng 12       |                           |   | Chung kết 14 tháng 12 | Chung kết 14 tháng 12 | Chung kết 14 tháng 12 |  |
|  |        |        |        |  |  |                           |                           |                           |                           |   |                       |                       |                       |  |
|  |        |        |        |  |  |                           |                           |                           |                           |   | Liễu Thị Duyên (VIE)  | Liễu Thị Duyên (VIE)  | 2                     |  |
|  |        |        |        |  |  |                           |                           | Sudaporan Seesondee (THA) | Sudaporan Seesondee (THA) | 1 |                       |                       |                       |  |
|  |        |        |        |  |  | Sudaporan Seesondee (THA) | Sudaporan Seesondee (THA) | 3                         |                           |   |                       |                       |                       |  |
|  |        |        |        |  |  | Khine Khin Oo (MYA)       | Khine Khin Oo (MYA)       | 0                         |                           |   |                       |                       |                       |  |

#### 64 kg
|  | Tứ kết | Tứ kết | Tứ kết |  |  | Bán kết | Bán kết | Bán kết              |                      |   | Chung kết 14 tháng 12 | Chung kết 14 tháng 12 | Chung kết 14 tháng 12 |  |
|  |        |        |        |  |  |         |         |                      |                      |   |                       |                       |                       |  |
|  |        |        |        |  |  |         |         |                      |                      |   | Hà Thị Linh (VIE)     | Hà Thị Linh (VIE)     | 2                     |  |
|  |        |        |        |  |  |         |         | Kyu Kyu Hlaing (MYA) | Kyu Kyu Hlaing (MYA) | 1 |                       |                       |                       |  |